# Błękitny pokój
Pour plus de détails, voir Fiche technique et Distribution.
Błękitny pokój est un court métrage polonais réalisé par Janusz Majewski et sorti en 1965.

## Synopsis
Dans un hôtel de province, un couple d'amoureux cherche la paix, un refuge pour leur amour et une échappatoire à la grande ville. Cependant, l'atmosphère intime de la rencontre est perturbée et les amoureux se séparent.

## Fiche technique
- Titre : Błękitny pokój
- Réalisation : Janusz Majewski
- Scénario : Janusz Majewski
- Musique : Lucjan Kaszycki
- Son : Bohdan Bieńkowski
- Photographie : Kurt Weber
- Montage : Irena Choryńska
- Pays :  Pologne
- Formal : Noir et blanc
- Durée : 29 minutes
- Dates de sortie : 
  - Pologne : 1965

## Distribution
- Pola Raksa : Izabela
- Jerzy Nasierowski : Henryk
- Janusz Kłosiński : propriétaire de l'hôtel
- Artur Młodnicki : un anglais
- Jadwiga Skupnik : Ernestyna, femme de chambre de l'hôtel
- Witold Pyrkosz : neveu de l'anglais
- Wojciech Skibiński : hussard
- Andrzej Mrozek : lieutenant Simon
- Zygmunt Bielawski : officier